# Acqua Marcia
L'Acqua Marcia (in latino Aqua Marcia) è il terzo acquedotto di Roma antica, costruito nel 144 a.C. e lungo circa 91 km, dal pretore Quinto Marcio Re al quale, per la realizzazione dell'opera, fu anche prorogata la naturale scadenza della magistratura. In realtà la sua costruzione fu deliberata già nel 179 a.C., ma la realizzazione del progetto dovette essere rinviata a causa del veto di Marco Licinio Crasso, che si opponeva al passaggio delle condutture sul terreno di sua proprietà.

## Storia
L'acquedotto subì nel tempo numerosi restauri. Tra l'11 e il 4 a.C., durante il principato di Augusto, fu in gran parte ricostruito in seguito a un incremento di portata, pressoché raddoppiata con la captazione di una nuova sorgente (detta Aqua Augusta), nei pressi del comune di Agosta, idronimo presente anche nella Laguna di Comacchio sul Delta del Po, dove gli ingegneri idraulici fecero riscavare la Fossa Spinetica poi chiamata Fossa Augusta. Ma già un primo restauro si era avuto nella prima metà di quello stesso secolo e poi nel 33 a.C., a opera di Marco Vipsanio Agrippa, il responsabile di tutto l'apparato idrico della città. Un altro restauro a opera di Tito nel 79 e poi, nel 213, Caracalla potenziò la portata con la captazione di una nuova sorgente nei pressi di Arsoli e realizzò la diramazione dell'aqua Antoniniana, con origine nei pressi dell'odierna Porta Furba, che attraversava la via Appia su un arco (Arco di Druso) ed era destinata ad alimentare le sue nuove terme. Sia Augusto, sia Tito, sia Caracalla, lasciarono sulla porta Tiburtina, tuttora visibili, delle iscrizioni a memoria dei loro interventi. Ancora restauri a opera di Adriano, di Settimio Severo e di Diocleziano, che utilizzò un altro ramo secondario per l'alimentazione delle sue terme. Altri interventi risalgono all'inizio del V secolo, poco prima che l'intera struttura idrica della città di Roma venisse abbandonata.

## Caratteristiche tecniche e percorso
Raccoglieva l'acqua dell'alto bacino dell'Aniene (secondo Strabone, le sue acque provenivano dal Fucino), e contrariamente all'Anio vetus, (anio antico, la parola deriva da amnios, che significa liquido limpido, anche usata per il liquido amniotico dell'uovo e del sacco amniotico che racchiude il nascituro dei mammiferi; idronimo presente nel torrente Agno in provincia di Vicenza) che prendeva acqua dal corso del fiume, attingeva direttamente da una delle sue sorgenti, abbondante e con acqua di ottima qualità e purezza, tanto da essere considerata la migliore tra quelle che arrivavano a Roma. Plinio il Vecchio la definì "clarissima aquarum omnium" e "un dono fatto all'Urbe dagli dei". L'acqua è di tipo calcico, perché proveniente da montagne calcaree, mentre altri aquae conductus prelevavano da zone vulcaniche, quindi con molto meno calcare, ma ricche di veleni tipicamente eruttivi come il cianuro, l'arsenico, i solfati.
La sorgente, tuttora esistente, si trova nei pressi del comune di Marano Equo, l'idronimo Marano indica un flusso di acqua limpida e navigabile, tra Arsoli ed Agosta, nelle vicinanze di una ex cava di pietra posta su una strada secondaria al 36º miglio dell'antica via Valeria, sulla destra, o al 38º miglio (corrispondente al chilometro 60,5) dell'attuale via Sublacense, ma sulla sinistra.
La lunghezza dell'acquedotto era di 61,710 miglia romane, pari a poco più di 91 km. Il percorso era in parte sotterraneo (per circa 80 km), e in parte su arcate (per i rimanenti 11 km circa, le prime grandi arcate monumentali), in seguito riutilizzate anche per i condotti dell'Aqua Tepula e dell'Aqua Iulia.
Il tratto iniziale dell'acquedotto costeggiava la riva destra del fiume, per scavalcarlo con un ponte poco prima di Vicovaro ed affiancarsi al percorso dell'Anio vetus (che procedeva ad una quota inferiore). Proseguiva poi verso Tivoli e quindi, aggirati i Monti Tiburtini, arrivava alla via Prenestina. Dopo il casale di Gericomio attraversava l'area di Gallicano nel Lazio con una continua alternanza di tratti sospesi su ponti e arcate (di cui sono visibili numerosi reperti) e tratti sotterranei. Dopo la zona delle Capannelle si dirigeva direttamente su Roma, tornando in superficie al VII miglio della via Latina, dove si trovava una piscina limaria (bacino di decantazione). Un tratto di circa 9 km di arcate fiancheggiava da qui in poi la via Latina e arrivava a Roma nella località "ad spem veterem", nei pressi di Porta Maggiore, dove giungevano anche altri acquedotti. Da qui in avanti il condotto seguirà le future mura aureliane fino a scavalcare la via Tiburtina su un arco che fu poi trasformato nella Porta Tiburtina. Il percorso superava la porta Viminale, dove oggi sorge la Stazione Termini, e terminava in prossimità della porta Collina, dove sorgeva il “castello” principale di distribuzione, nelle vicinanze dell'attuale via XX Settembre. Il ramo principale della successiva distribuzione (che copriva 2/3 delle regioni urbane) raggiungeva il Quirinale e poi il Campidoglio, mentre un ramo secondario (rivus Herculaneus), che partiva dalla porta Tiburtina, serviva il Celio e l'Aventino.
La portata alla sorgente era di 4 690 quinarie, pari a ben 194365 m³/giorno e a 2251 l/s; una quinaria corrisponde a 0,48 litri al secondo.
Tanta abbondanza di acqua venne smistata a rinforzo di acquedotti più poveri. Così, mentre 95 quinarie venivano utilizzate su diramazioni secondarie lungo il percorso, 92 arricchirono il successivo acquedotto dell'Aqua Tepula e ben 162 andavano ad accrescere la portata dell'Anio vetus.

## Epoca moderna

Inaugurazione della Mostra dell'Acqua Marcia 10 settembre 1870 acquerello d'epoca

L'abbondanza e l'ottima qualità dell'acqua spinsero in tempi recenti papa Pio IX a ripristinare l'acquedotto, che fu nuovamente inaugurato l'11 settembre 1870.